# Fernando de Ávalos
Fernando Francisco de Ávalos Aquino y Cardona, V marqués de Pescara (Nápoles, Reino de Nápoles, 1489 - Milán, Ducado de Milán, 2 de diciembre de 1525) fue un militar y poeta napolitano de orígenes españoles. Fue general de las tropas hispano-imperiales al servicio de Carlos I de España durante las Guerras Italianas.
En 1512, en la Batalla de Rávena, fue tomado prisionero por los franceses, pero se le dejó libre al final de la guerra de la Liga de Cambrai. Reforzado por la experiencia, posteriormente derrotó a los franceses de Francisco I en las batallas de Bicoca y de Pavía. En estas victorias destacó por su diestro uso de la arcabucería, implementando ya entonces la táctica del fuego a volea que comúnmente se atribuye a las reformas militares holandesas de finales de siglo.

## Antepasados
Su bisabuelo, Ruy López Dávalos, fue un noble castellano nacido en Úbeda que llegó a ser Condestable de Castilla. Tomó parte activa en las guerras del reino castellano durante el reinado de Juan II. Por ello fue enviado al exilio y murió en Valencia en 1428.
El hijo de éste, su abuelo Íñigo Dávalos y Tovar, entró al servicio del rey de Aragón y de Nápoles, Alfonso V el Magnánimo, siguió a su señor a Italia, donde casaría con Antonia de Aquino y Gaetano, III marquesa de Pescara (1440).
El hijo de este último, por tanto su padre, Alfonso, IV marqués de Pescara que casó con María Hipólita Diana de Aragón y Cardona, dama de la rama siciliana de los Cardona, fue asesinado a traición durante la invasión francesa del Reino de Nápoles (1494). Fernando se convirtió en el V marqués de Pescara.

## Biografía

### Al servicio de los Reyes Católicos
Cuando Fernando tenía 6 años, fue prometido a Vittoria Colonna, hija del condotiero Fabrizio Colonna, y el matrimonio se celebró el 27 de diciembre de 1509 en Ischia. Su condición de noble por parte de Aragón y Nápoles le proporcionó el apoyo de Fernando el Católico, para cuyo virrey Ramón de Cardona militó como teniente.
En 1512, dirigió un cuerpo de caballería ligera en la Batalla de Rávena, mientras que su suegro Fabrizio hizo lo propio con la pesada. Martilleadas las fortificaciones hispanoimperiales por la artillería francesa a causa de la negligencia de Cardona, Fabrizio desobedeció sus órdenes y salió para cargar imprudentemente, debiendo al momento ser auxiliado por Fernando, con el resultado que ambos fueron heridos y hechos prisioneros. La batalla resultó en una derrota, aunque la infantería hispánica mandada por Pedro Navarro logró abatir al general enemigo, Gastón de Foix, lo que destruyó la capacidad francesa de continuar con la campaña.
Durante su cautiverio, que compartió con Fabrizio y Navarro, compuso una de sus obras poéticas, el Discurso del Amor, en honor a su esposa. Gracias a la intervención de uno de los más destacados generales franceses, el italiano Gian Giacomo Trivulzio, que había tomado parte en el concierto de su matrimonio, pudo ser liberado tras el pago de un rescate de 6.000 ducados. Ávalos había intentado convencer a Trivulzio de que se pasase al bando hispánico, pero la libertad fue todo lo que pudo obtener.
Una vez liberado, regresó a la acción en el norte de Italia, donde aconsejó al virrey Cardona continuar la lucha a pesar del gran fracaso de Rávena. Después intervino en Génova, ayudando a la familia Fregoso, proespañoles y parientes de los Colonna, en contra de los francófilos Adorno. Esto resultó en el encumbramiento como dogo genovés de Ottaviano Fregoso en junio de 1513.
Junto con el hermano de Fabrizio, el veterano Prospero Colonna, Fernando fungió como asesor militar del virrey Cardona en la Batalla de La Motta el 7 de octubre de 1513 contra la República de Venecia, comandando esta vez la infantería española en combinación con los lansquenetes de Jorge de Frundsberg. Dispuesto a vengar su anterior derrota, llegó a instruir a sus hombres para que, en caso de verle caer al suelo, le pisotearan ante sus enemigos en vez de ayudarlo a levantarse. La batalla, sin embargo, fue una victoria, obtenida así mismo sobre un militar de talla, Bartolomeo d'Alviano, rival de Prospero Colonna.
Tras la victoria, Fernando y los Colonna ayudaron a Cardona a asegurar la lealtad de la aristocracia italiana hacia el nuevo rey de España, Carlos I de España y V de Alemania, para lo que debió de poner sitio al ducado de Sora.

### Al servicio de Carlos I

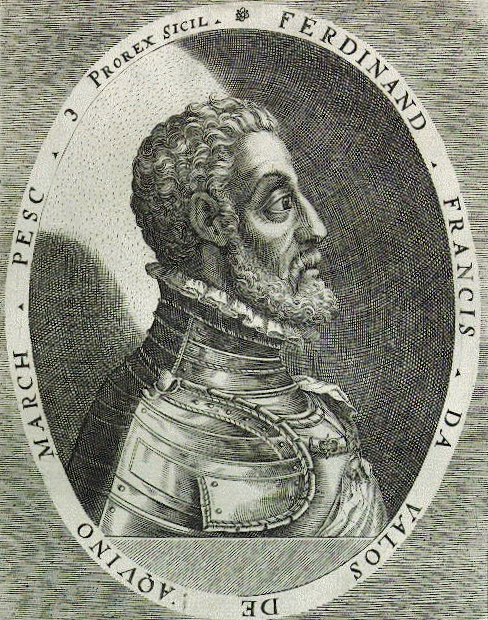
Fernando Francesco D'Ávalos, V marqués de Pescara.

En abril de 1517, Fernando fue enviado a la corte de Carlos como embajador de los demás nobles aragoneses en Italia, consiguiendo que el rey emperador ratificase sus propiedades a cambio de su adhesión. Tras la muerte de Fabrizio Colonna en 1520, Ávalos, sin embargo, intercedió por Ludovico Franchi, conde de Montorio, tras su rebelión contra el virreinato napolitano. Poco después compró el ducado de Sora a Guillermo de Croy, adjunto del emperador.
En 1521, Carlos I no tardó en entrar en guerra contra Francisco I de Francia, llevando al valioso Fernando a ser destinado junto con Federico II Gonzaga y Juan de Médicis al contingente de Prospero Colonna. Las discrepancias del arrogante Prospero y sus lugartenientes condujeron a un primer fracaso a la hora de tomar Parma (más tarde entregada por sus ciudadanos al imperial Vitello Vitelli), por lo que tuvieron que reconsiderar sus estrategias. Con esto obtuvieron la victoria en Milán, en cuyo trono colocaron a Francisco II Sforza tras derrotar al ejército francés de Odet de Foix, vizconde de Lautrec, en la batalla de Vaprio d'Adda.
Lautrec intentó expulsar a los hispanoimperiales de Milán, para lo que contaba la ayuda del propio Juan de Médicis, que había cambiado de bando, y ambos ejércitos volvieron a colisionar en la Batalla de Bicoca, en abril del año próximo. En esta batalla los arcabuceros españoles e italianos comandados por Ávalos diezmaron a las tropas francesas y suizas de Lautrec, desvelando el marqués de Pescara la técnica de hacer arrodillarse a la primera fila de arcabuceros para permitir el disparo a la segunda en tanto ellos recargaban, seguida por la tercera de la misma manera, y así sucesivamente, el llamado fuego de volea. La victoria hispana fue total, aplastando a los asaltantes con un mínimo de bajas (ninguna, según la leyenda), y bicoca entró en el vocabulario español para designar una ganancia fácil.
Después de la batalla en Bicoca, Colonna y Ávalos avanzaron hacia Génova, cuyo dogo Ottaviano Fregoso se había visto obligado a plegarse a los franceses tan sólo dos años después de que Ávalos le ayudara a ascender al trono. Mientras Colonna negociaba con los defensores, las tropas de Fernando abrieron una brecha en sus muros, por lo que la ciudad fue invadida y saqueada sin dar más oportunidad a diplomacia, en tal medida que incluso el Papa Adriano VI protestó por el proceder de los imperiales. Éstos abandonaron la ciudad dejando a Antonioto II Adorno como dogo, llevando además prisionero a Pedro Navarro, quien se les entregó tras verse obligado a pasarse temporalmente al bando francés.
A pesar del éxito, por estas fechas Ávalos no podía soportar más las dificultades de trabajar con el altivo Colonna, además de haber tenido que pagar en numerosas ocasiones a sus soldados de su propio bolsillo, y marchó hacia Valladolid en 1523 a pedir explicaciones a Carlos I por tal hecho. El rey emperador persuadió a Ávalos de plegarse a Colonna concediéndole feudos y mandos, pero el italoaragonés no quedó satisfecho. La República de Venecia solicitó entonces contratar a Ávalos como condottiero, posición que aceptó, pero el nuevo Papa Clemente VII intercedió para que se contratase en su lugar a Francesco Maria della Rovere, Duque de Urbino. El mismo año, sin embargo, Prospero falleció, dejando el camino libre a Ávalos para continuar al servicio de Carlos y suceder al difunto veterano como general de las tropas en Italia.
Ávalos se volvió mano derecha del nuevo virrey, Carlos de Lannoy, que a su vez venía a reemplazar a Cardona. Cuando Francisco I invadió Italia, Ávalos recibió órdenes de repeler la invasión, y obtuvo pronto un primer triunfo en la batalla del Sesia. En su transcurso, el archiconocido caballero francés Pierre Terrail de Bayard fue abatido por los arcabuceros españoles y llevado a la tienda de campaña de Ávalos, donde murió injuriando a Carlos de Borbón, condestable francés ahora aliado con el emperador. El prestigio de Ávalos se hizo ya tan grande que algunos nobles de su círculo se volvieron contra él, y uno de ellos, Juan de Guevara y Gaetano, Conde de Potenza, fue arrestado por el emperador por retar a duelo a Fernando.
Lannoy y Ávalos asistieron a Borbón en una invasión a la Provenza francesa, ya que Borbón ambicionadaba crear su propio reino entre los Alpes y el Ródano en alianza con los hispanoimperiales. Sin embargo, su avance se detuvo en 1524 con un estancamiento del sitio de Marsella, defendida por Andrea Doria, y con la llegada del rey Francisco de Francia al mando de un enorme ejército. Advirtiendo a Lannoy de no replegarse más allá de Lombardía, Ávalos cubrió la retirada aliada de los ataques de Anne de Montmorency utilizando guerrillas y encamisadas.
Las dificultades que Ávalos tuvo que superar fueron muy grandes, ya que la tropa no percibía su sueldo, pero la tenacidad, paciencia y oratoria de Ávalos triunfaron en contra de todos los obstáculos, convenciendo a las veteranas tropas imperiales de no amotinarse. Su influencia sobre las veteranas tropas imperiales se hizo notar en el asedio y posterior Batalla de Pavía. En enero de 1525 tomó el puesto avanzado francés de Sant'Angelo Lodigiano con lo que cortaba la línea de comunicaciones entre Pavía y Milán, y un mes después Ávalos, sirviendo como estratega para Lannoy, derrotó y tomó como prisionero al rey Francisco I en un brillante ataque.
La táctica de Ávalos fue de notable audacia: tras acostumbrar al enemigo a pequeños ataques nocturnos contra los muros del parque Visconti, llevó una noche a todo el ejército imperial hasta ellos para asaltar el recinto. Una vez dentro, avanzando en orden oblicuo, rodeó a la potente caballería francesa con una fuerza compuesta de arcabuceros y caballería ligera mientras Lannoy y los demás capitanes libraban sus propias luchas en otras posiciones, logrando todos juntos destruir completamente a los franceses.
Después de la batalla surgieron desavenencias entre Lannoy y Ávalos, ya que el segundo de ellos difería en la administración de las plazas tomadas y era además partidario de encerrar al rey prisionero en Nápoles en lugar de España. Girolamo Morone, secretario del duque Francisco Sforza de Milán, creyendo que Ávalos había sido despreciado por el emperador Carlos V, invitó al condotiero a que se uniera a una trama para expulsar a españoles, franceses y alemanes de Italia, prometiéndole el trono del Reino de Nápoles. Sin embargo, Ávalos fue leal al emperador, desveló esta conspiración a Carlos V y arrestó a Morone el 16 de octubre de 1525, tildando entonces Sforza de ingrato y exigiéndole la entrega de Milán. La lealtad de Ávalos quedó ratificada, aunque el canciller imperial Mercurino Gattinara, que aún tenía planes para Sforza, consideró sus acciones excesivas.
Poco después de este suceso, Carlos encargó a Ávalos hacerse con el Milanesado y pacificar Lombardía. Mientras cercaba a Francisco Sforza en el castillo de Milán, Ávalos enfermó, al parecer de tifus, y falleció la noche del 2 al 3 de diciembre de 1525. No dejó descendientes y su título pasó a su sobrino Alfonso de Ávalos y San Severino, marqués del Vasto, también distinguido general imperial, que se convirtió así en VI marqués de Pescara. Alfonso y Antonio de Leyva prosiguieron la misión de Fernando en Milán.